# Thomas Nicholls (Bildhauer)

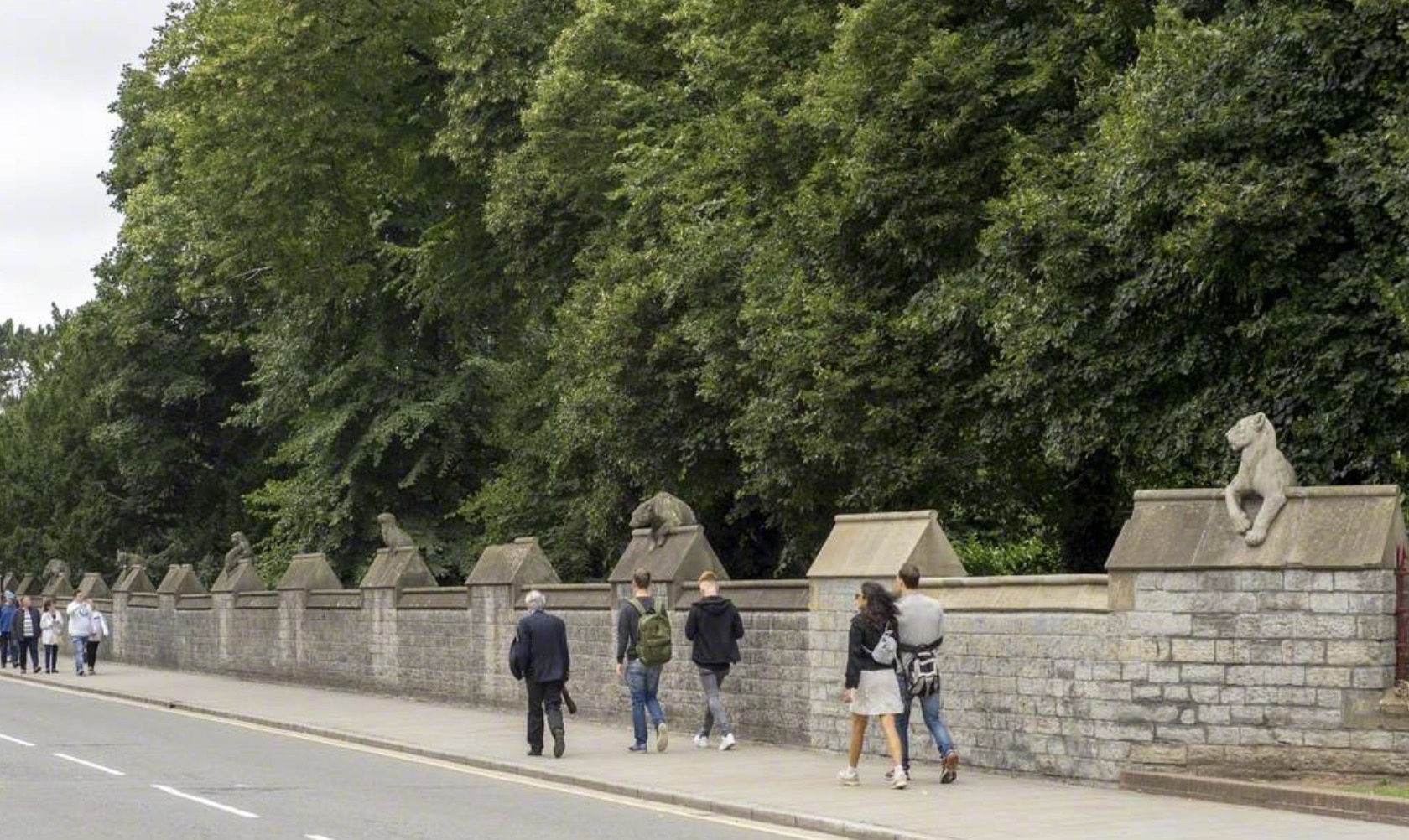
Animal Wall, W. Antill, Thomas Nicholls, William Burges (1827–1881) und weitere. Castle Street, Cardiff (Caerdydd)

Thomas Nicholls (* um 1825 in Westminster, London; † 24. März 1896 in Clapham, London) war ein englischer Bildhauer. Er ist vor allem für seine Bauplastiken bekannt, die er in Zusammenarbeit mit dem Architekten William Burges schuf.

## Leben und Werk

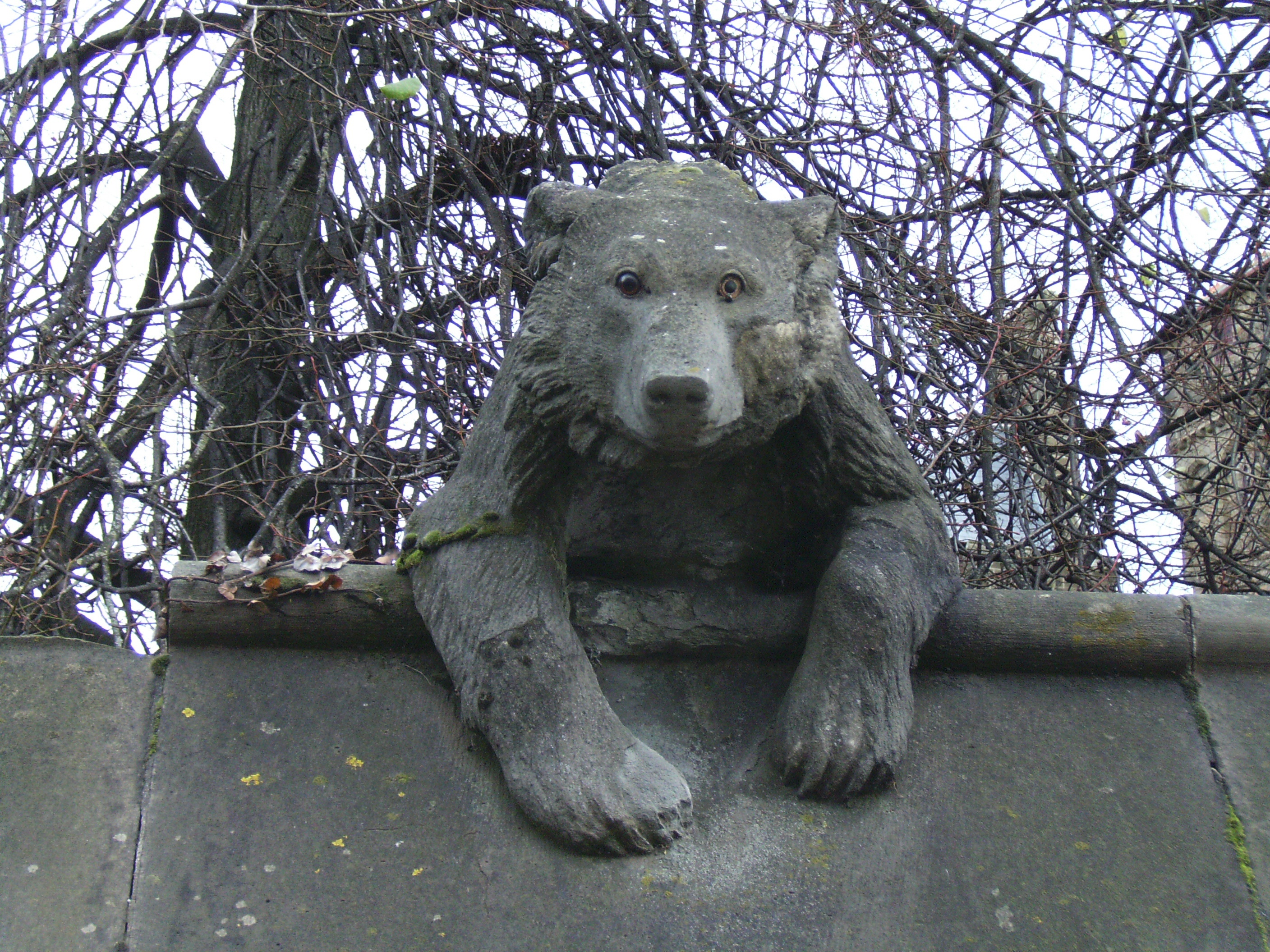
Animal Wall (Detail), Ende der 1880er/Anfang der 1890er Jahre

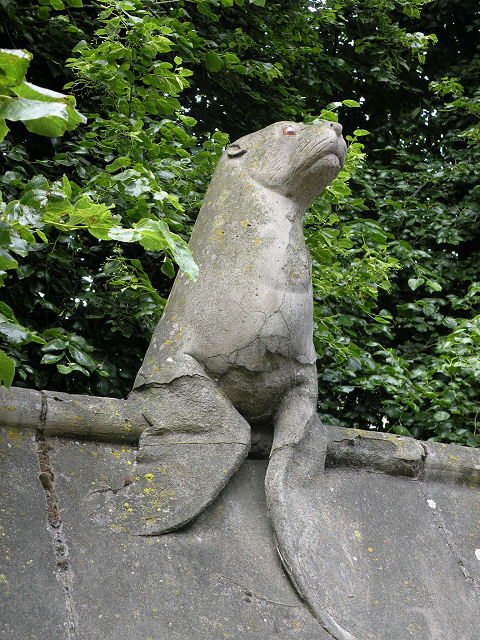
Animal Wall (Detail), Ende der 1880er/Anfang der 1890er Jahre

Thomas Nicholls wurde um 1825 in Westminster geboren. Ab Anfang der 1850er Jahre etablierte er sich als Steinbildhauer. Zu seinen frühen Aufträgen zählten die Restaurierung von Kirchen in Chichester, darunter St Olave’s, sowie Arbeiten für den Chichester Cemetery. 1858 begann seine über drei Jahrzehnte andauernde Zusammenarbeit mit William Burges, die bei Gayhurst House begann. Er wirkte an einigen der bedeutendsten Projekte Burges’ mit, darunter Saint Fin Barre’s Cathedral in Cork, Cardiff Castle und Castell Coch. Er hatte ein Atelier in Lambeth, London. Mindestens zwei seiner Söhne wurden ebenfalls Bildhauer. Thomas Nicholls verstarb im Jahr 1896 in Clapham.
Er spezialisierte sich auf figürliche und dekorative Skulpturen im neugotischen Stil für Gebäude. Seine Arbeiten zeichnen sich durch detaillierte Ausarbeitung und enge Integration in die Architektur aus. Bemerkenswert sind seine Beiträge zu:
- Saint Fin Barre’s Cathedral (Hauptfiguren und Tympanon-Reliefs)
- Cardiff Castle und Castell Coch (unter anderem Kaminverzierungen, Festsaal und Salonfriese)
- Animal Wall in Cardiff (Ende der 1880er/Anfang der 1890er Jahre. Ursprünglich neun Tierfiguren, später ergänzt)
- Temple Place, London (Holzschnitzereien auf dem Treppengeländer, die Figuren aus „Die drei Musketiere“ darstellen)